# Буй (притока Ками)
Буй (рос. Буй) — річка в Пермському краї (Куєдинський район), Башкортостані (Янаульський район) та Удмуртії (Камбарський район), Росія, ліва притока річки Ками.
Починається біля колишнього села Надуяловка, посеред тайги. Протікає спочатку на південний схід та південь до Куєди, потім повертає на захід та південний захід. Впадає до річки Кама на території Удмуртії.
Ширина русла змінюється від 15-20 м у верхів'ях, до 30-35 м у середній течії та до 45-68 м у низов'ях. Глибина сягає від 2-2,5 м у середній та верхній течіях до 1,4-1,5 — при гирлі. Дно вкрите спочатку водоростями, а після Кармановського водосховище воно піщане. Швидкість течії становить 0,2 м/с. На річці збудовано велике Кармановське водосховище довжиною 7,5 км та шириною до 3,9 км. Похил річки — 0,4 м/км.
На річці розташовані населені пункти Пермського краю (села Верхній Буй, Тап'я, Маркидоновка, Федоровськ, Покровка, Трегубовка, Куєда, Уртагла, Вільгурт) та Башкортостану (села Новий Куюк, Чулпан, Таш-Єлса, Татарська Урада, Чишма та смт Амзя).